# Knock, Knock Who's There?
Chansons représentant le Royaume-Uni au Concours Eurovision de la chanson
Boom Bang-a-Bang
(1969) Jack in the Box
(1971)
Knock, Knock Who's There? (« Toc, toc, qui est-là ? ») est la chanson de la chanteuse britannique Mary Hopkin qui représente le Royaume-Uni au Concours Eurovision de la chanson 1970 à Amsterdam, aux Pays-Bas.

## Eurovision 1970
La chanson est présentée en 1970 à la suite d'une sélection interne.
Elle participe à la finale du Concours Eurovision de la chanson 1970, le 21 mars 1970.